# OLVG (Amsterdam)

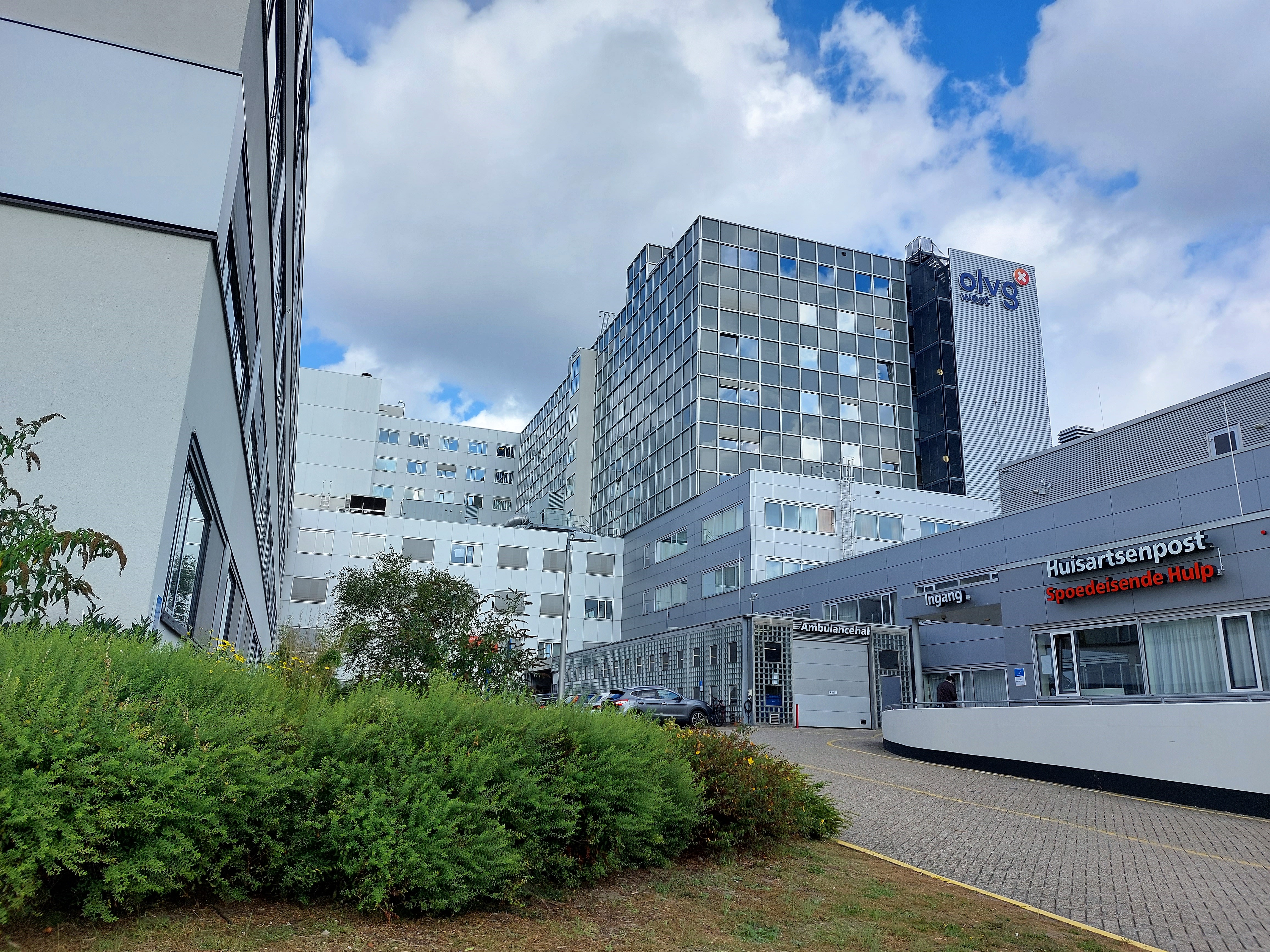
OLVG locatie West

OLVG (voorheen een afkorting voor het "Onze Lieve Vrouwe Gasthuis") is een ziekenhuis in Amsterdam. Het is ontstaan uit de fusie van het Onze Lieve Vrouwe Gasthuis en het Sint Lucas Andreas Ziekenhuis in juni 2015. De besturen van de ziekenhuizen waren al in 2013 gefuseerd. In oktober 2015 vervielen de oude namen en kwam de nieuwe, gemeenschappelijke naam OLVG in gebruik.
De twee hoofdlocaties zijn OLVG, locatie Oost in Amsterdam-Oost (het voormalige Onze Lieve Vrouwe Gasthuis met de kapel) en OLVG, locatie West in Amsterdam Nieuw-West (het voormalige Sint Lucas Andreas). Er zijn kleine nevenvestigingen in de Spuistraat en op IJburg. Enkele administratieve afdelingen bevonden zich tot eind 2017 op OLVG, locatie Delphi.

## Santeon
Het ziekenhuis is aangesloten bij de Santeon-groep, die verder het Canisius-Wilhelmina Ziekenhuis (Nijmegen), het Martini Ziekenhuis (Groningen), het Medisch Spectrum Twente (Enschede en Oldenzaal), het Catharina Ziekenhuis (Eindhoven) en het St. Antonius Ziekenhuis in Nieuwegein omvat.